# سخت‌اهرم
سخت‌اهرم (نام علمی: Scleromochlus) نام یک سرده از شاخه طنابداران است.